# أليكس وول
أليكس وول (بالإنجليزية: Alex Wall)‏ (22 سبتمبر 1990 في المملكة المتحدة - ) هو لاعب كرة قدم بريطاني في مركز الهجوم. لعب مع نادي بريستول روفيرز ونادي لوتون تاون وميدنهد يونايتد ‏ ونادي بروملي ونادي دارتفورد وThatcham Town F.C. ‏.

## وصلات خارجية
- أليكس وول على موقع قاعدة بيانات كرة القدم.إي يو (الإنجليزية)
- أليكس وول على موقع Soccerbase.com (لاعب) (الإنجليزية)
- أليكس وول على موقع Soccerway.com (الإنجليزية)